# Moyen-âge
Moyen-âge (Nederlands: middeleeuwen) is een studioalbum van Ange. Voorbereidingen op het album begonnen in 2011 voordat het geheel op 9 maart 2012 afgerond was. Plaats van opname is de eigen La Noiseraie geluidsstudio. Na dit album verscheen even geen nieuw werk van Ange. Bandleider Christian Décamps zag meer in het opnieuw opnemen van Émile Jacotey, waarna er een tournee volgde die daaraan gelinkt was. Van de concerten ter promotie van het album verscheen een livealbum, dat alleen via de fansite te koop was.

## Musici
- Christian Décamps – zang, gitaar en toetsinstrumenten
- Hassan Hajdi – gitaar
- Thierry Sidhoum – basgitaar
- Tristan Décamps – toetsinstrumenten
- Benoit Cazzulini – slagwerk

## Muziek
| Nr. | Titel                                                         | Duur  |
| --- | ------------------------------------------------------------- | ----- |
| 1.  | Tueuse à gages (C. Deçamps, Hajdi)                            | 4:03  |
| 2.  | Le premier arrivé attend l’autre (C. Deçamps, Sidhoum)        | 4:23  |
| 3.  | Opéra-bouffe ou le quête du gras (C. Deçamps, Cazzulini)      | 5:31  |
| 4.  | Les mots imples (C. Deçamps, Sidhoum)                         | 3:30  |
| 5.  | Moyen-âge: Un goût de pain perdu (C. Deçamps, T. Décamps)     | 9:00  |
| 6.  | Moyen-âge: Camelote (C. Deçamps, Sidhoum)                     | 2:51  |
| 7.  | Moyen-âge: Le cri du samouraï (C. Deçamps, Hajdi)             | 3:42  |
| 8.  | Moyen-âge: A la cour du roi Nombril (C. Deçamps, T. Décamps)  | 10:28 |
| 9.  | Moyen-âge: Les clés du harem (C. Deçamps, Hajdi)              | 3:49  |
| 10. | Moyen-âge: Je ne suis pas de ce monde (C. Deçamps, Cazzulini) | 8:24  |
| 11. | Moyen-âge: Entre les gouttes (C. Deçamps, T.Décamps)          | 7:30  |
| 12. | Moyen-âge:Abracadabra (C. Deçamps, Cazzulini)                 | 6:10  |